# Tim Orr
Timothy D. Orr (* 1968 in North Carolina) ist ein US-amerikanischer Kameramann.

## Leben
Timothy D. Orr studierte Politikwissenschaften an der Appalachian State University, bevor er 1968 ein Studium in Filmwissenschaften an der North Carolina School of the Arts abschloss. Für seine Kameraarbeit an seinem ersten Spielfilm, dem Drama George Washington von David Gordon Green, wurde Orr bei den Independent Spirit Awards 2001 mit einer Nominierung für die Beste Kamera bedacht. Für Green drehte er später u. a. auch Undertow – Im Sog der Rache, Engel im Schnee, Ananas Express, Bad Sitter,  Your Highness, Prince Avalanche und Joe – Die Rache ist sein. Sein Schaffen umfasst mehr als 40 Produktionen.

## Filmografie (Auswahl)
- 1998: Laundry (Kurzfilm)
- 2000: George Washington
- 2002: Sommer in New York (Raising Victor Vargas)
- 2002: Evenhand – Zwei Cops in Texas (Evenhand)
- 2004: Dandelion – Eine Liebe in Idaho (Dandelion)
- 2004: Undertow – Im Sog der Rache (Undertow)
- 2004: Imaginary Heroes
- 2005: Baxter – Der Superaufreißer (The Baxter)
- 2005: Liebe ist Nervensache (Trust the Man)
- 2005: Little Manhattan
- 2006: Come Early Morning – Der Weg zu mir (Come Early Morning)
- 2007: Engel im Schnee (Snow Angels)
- 2007: Year of the Dog
- 2008: Choke – Der Simulant (Choke)
- 2008: Ananas Express (Pineapple Express)
- 2008: Spritztour (Sex Drive)
- 2009: Shopping-Center King – Hier gilt mein Gesetz (Observe and Report)
- 2010: Bloodworth – Was ist Blut wert? (Bloodworth)
- 2011: Wer’s glaubt, wird selig – Salvation Boulevard (Salvation Boulevard)
- 2011: Your Highness
- 2011: Bad Sitter (The Sitter)
- 2012: Auf der Suche nach einem Freund fürs Ende der Welt (Seeking a Friend for the End of the World)
- 2012: Love Stories (Stuck in Love)
- 2013: Prince Avalanche
- 2013: Joe – Die Rache ist sein (Joe)
- 2014: Manglehorn – Schlüssel zum Glück (Manglehorn)
- 2014: Anarchie (Cymbeline)
- 2015: Search Party
- 2015: Zorniges Land (The World Made Straight)
- 2015: Z for Zachariah – Das letzte Kapitel der Menschheit (Z for Zachariah)
- 2015: Die Wahlkämpferin (Our Brand Is Crisis)
- 2016: Becoming Mike Nichols (Dokumentarfilm)
- 2016: Pee-wee’s Big Holiday
- 2018: A.X.L.
- 2018: The Professor (Richard Says Goodbye)
- 2019: Dancing Queens (Poms)
- 2020: Desperados
- 2021: Dickinson (Fernsehserie, 10 Episoden)
- 2022: Fleishman Is in Trouble (Miniserie, 4 Episoden)
- 2023: Doggy Style (Strays)